# 18184 Даянпарк
18184 Даянпарк (18184 Dianepark) — астероїд головного поясу, відкритий 24 серпня 2000 року.
Тіссеранів параметр щодо Юпітера — 3,421.